# Râul Suliman
Râul Suliman este un curs de apă, afluent al râului Vânăta.